# نابرده رنج، گنج میسر نمی‌شود (فیلم ۲۰۰۱)
نابرده رنج، گنج میسر نمی‌شود (انگلیسی: No Pain, No Gain؛ ‏اسپانیایی: Más pena que gloria‎) فیلمی اسپانیایی به کارگردانی بیکتور گارسیا لئون است که در سال ۲۰۰۱ منتشر شد.

## گزیدهٔ بازیگران
- بیل دوران[۱]
- باربارا لنی[۱]
- آنخلا کرمونته[۱]
- ماریا گالیانا[۱]
- انریکه سان فرانسیسکو[۱]